# Hana Müllner
Hana Müllner (* Tschechoslowakei) ist eine deutsche Filmeditorin.
Hana Müllner kam 1980 nach Deutschland. Nach dem Abitur war sie für vier Jahre als Schnittassistentin tätig. Seit 1988 ist sie als freie Editorin aktiv. Sie arbeitete für Regisseure wie Dominik Graf, Doris Dörrie oder Johannes Fabrick. 2002 wurde sie mit dem Deutschen Filmpreis für den Besten Schnitt bei Der Felsen geehrt. Insgesamt wirkte sie bei mehr als 24 Produktionen mit.

## Filmografie (Auswahl)
- 1989: Geld
- 1991: Happy Birthday, Türke!
- 1992: Klinik des Grauens (Kurzfilm)
- 1995: Nur über meine Leiche
- 1996–1998: Sperling (Fernsehreihe)
  - 1996: Sperling und das Loch in der Wand
  - 1998: Sperling und der brennende Arm
- 2000: Jenny Berlin – Tod am Meer
- 2002: Der Felsen
- 2002: Hotte im Paradies
- 2002: 666 – Traue keinem, mit dem du schläfst!
- 2007: Kuckuckszeit
- 2008: Ein riskantes Spiel
- 2010: Schlaflos in Oldenburg
- 2014: Lena Fauch – Vergebung oder Rache